# Lee Soo-jung
Soo Jung Lee (em coreano:  이수정; nascida em 1964) é uma psicóloga forense sul-coreana, professora de Psicologia Forense na Universidade Kyonggi, em Seul, e parte da primeira geração de criadores de perfis criminais do país. Ela foi incluída na lista da BBC de 100 mulheres inspiradoras e influentes de todo o mundo em 2019, na categoria liderança. Soo Jung trabalhou em vários casos de assassinato de alto perfil e acredita que a perseguição é o que leva a crimes mais graves. Como resultado disso, ela ajudou a introduzir um projeto de lei anti-perseguição que foi aprovado na Coreia do Sul.
Anteriormente, ela foi membro da Comissão de Penas do Supremo Tribunal, do grupo de trabalho sobre violência sexual do Ministério Público e do comitê de reforma da Agência Nacional de Polícia. Desde então, ela escreveu sete livros e deu conselhos sobre o popular programa de TV coreano Unanswered Questions. Em novembro de 2021, ela se tornou copresidente do comitê de campanha eleitoral do partido Poder Popular sul-coreano. A decisão de inclusão de Soo Jung Lee no partido foi tomada sem a aprovação de Lee Jun-seok, líder do partido na época.